# ABC-Stadt

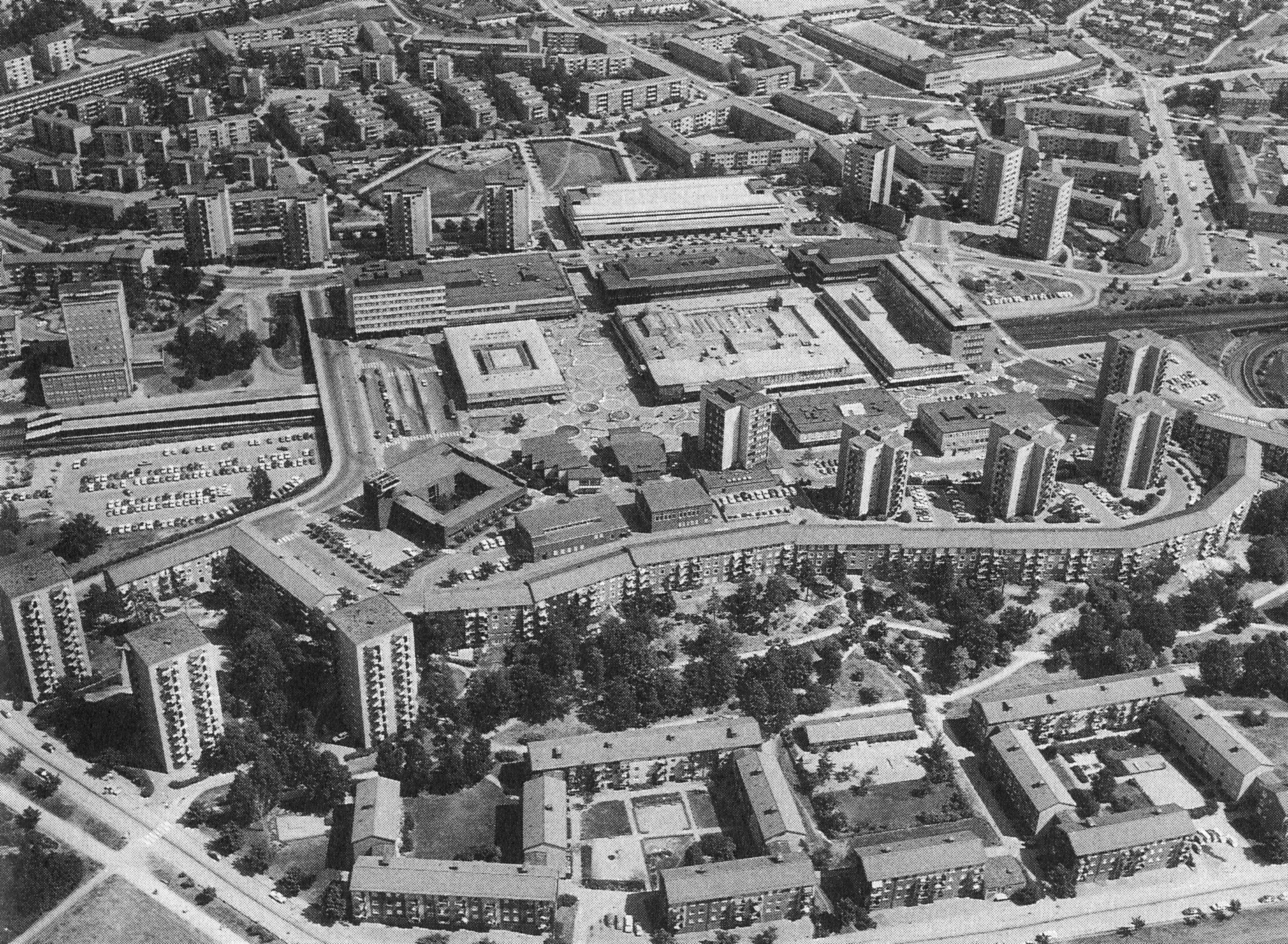
ABC-Stadt Vällingby (Teil der Gemeinde Stockholm) im Jahr 1960.

ABC-Stadt ist ein (größtenteils historischer) Begriff aus der schwedischen Stadtplanung, welcher ein bebautes Gebiet bezeichnet, das Arbeitsstätten (arbete), Wohnmöglichkeiten (bostad) und ein kleines Stadtzentrum (centrum) kombiniert. Solch eine Stadt sollte den Bewohnern einen kurzen Arbeitsweg ermöglichen, Amtswege vereinfachen und gleichzeitig Einkaufsmöglichkeiten in der nahen Umgebung schaffen.

## Hintergrund und Durchführung

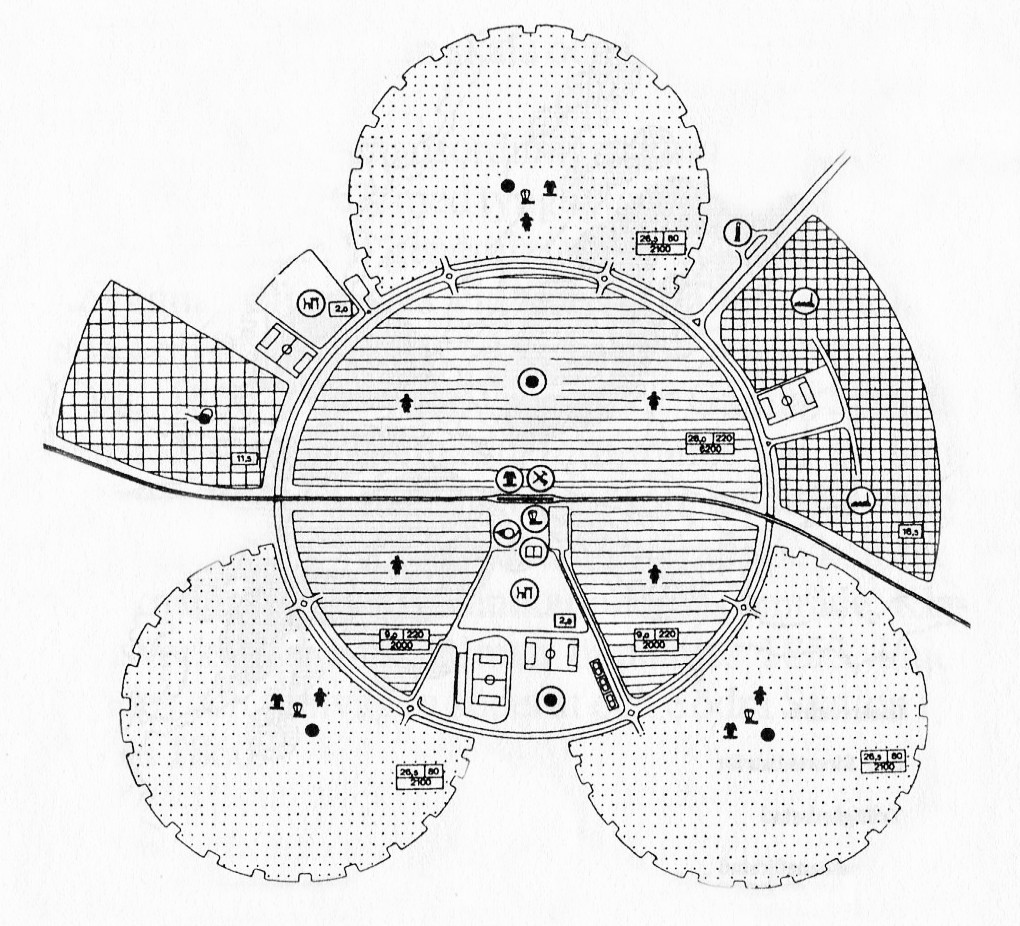
Schematische Skizze für einen ABC-Stadtteil aus dem "Generalplan des Jahres 1952 für Stockholm". Das Stadtzentrum in der Mitte ist umgeben von Mehrfamilienhäusern, weiter draußen sind Einfamilienhäuser zu finden und die Arbeitsstätten befinden sich rechts vom Stadtkern. Die U-Bahn verläuft quer durch das Gebiet.

Sven Markelius, der zwischen 1944 und 1954 Stadtbaudirektor in Stockholm war, kann als geistiger Vater der ABC-Städte bezeichnet werden. Beeinflusst wurde er durch seine zahlreichen Studienreisen in England und seine Ideen fanden sich im Generalplan des Jahres 1952 für Stockholm wieder. Der Generalplan wurde später in ein Bauprogramm für den Ausbau der Stadt nach Nordwesten, Süden und Südosten umgewandelt. Der Bau wurde notwendigerweise aufgrund der Zuwanderung nach Stockholm nach dem Zweiten Weltkrieg und der einhergehenden enormen Wohnungsnot vorangetrieben. Die oft zerstrittenen politischen Kräfte in der Stockholmer Stadtverwaltung wurden durch den akuten Wohnungsmangel zur Zusammenarbeit gezwungen, wodurch die wichtigsten Teile der ABC-Städte wie Arbeitsplätze, Wohnungsmöglichkeiten, Stadtzentrum, Schulen, öffentlicher Personennahverkehr und die übrige Infrastruktur gleich von Beginn an gut funktionierten.
Im Generalplan des Jahres 1952 wurden unter anderem festgelegt, dass Mietshäuser nicht weiter als 450 Meter vom Stadtzentrum entfernt liegen sollten. Der Abstand zu den Einfamilienhäusern sollte 900 Meter und zur industriellen Bebauung 600 Meter betragen. Geplant war, dass Stadtteile dieser Art etwas mehr als 16.000 Einwohner fassen. Vällingby, Teil der Gemeinde Stockholm, wurde die getreueste und umfassendste Umsetzung der Ideen von Markelius. Er schilderte die Planung von unter anderem Vällingby in der Fachzeitschrift Byggmästaren im Jahr 1956 ausführlich, allerdings ohne den Begriff ABC-Stadt zu erwähnen. Es ist daher unklar, von wem der Begriff ABC-Stadt zum ersten Mal verwendet wurde.
In der Nachkriegszeit erfreute sich das Konzept der ABC-Städte großer Beliebtheit im Wohnbau und der Stadtplanung in Schweden. Die zentralen Teile der Städte waren bereits fertig bebaut und eine Erweiterung konnte nur in unbebauten Gebieten erfolgen, welche außerhalb der Stadtkerne lagen. Der Generalplan des Jahres 1952 für Stockholm unterschied sich jedoch in einem wichtigen Punkt von vielen anderen Generalplänen in Schweden: Im Gegensatz zu vielen anderen Städten, in denen dieser nie aus dem Planungsstadium kam, wurde er in Stockholm tatsächlich umgesetzt. Die glaubwürdigsten schwedischen Umsetzungen des Konzepts der ABC-Stadt wurden Vällingby (eröffnet 1954) im Westen und Farsta (eröffnet 1960) im Süden von Stockholm. Beide Orte sind über die Grüne Line an das U-Bahn-Netz von Stockholm angebunden.
Das Konzept für Vällingby und andere gleichartige Vororte rund um Stockholm wurde fälschlicherweise als eine Art der Trabantenstädte bezeichnet. Diesbezüglich meinte Sven Markelius bereits in den 1950er Jahren, dass
… nicht erwartet werden kann, dass diese Stadtteile bzw. Stadtteilgruppen wie Trabantenstädte im ursprünglichen Sinn des Wortes funktionieren. Dafür ist der Abstand zu den wichtigsten Arbeitsstätten in der Stadt [Stockholm] und dem Anziehungspunkt Stockholm City viel zu klein.

## Belege
1. ↑  Rudberg (1989), s. 156
2. ↑  Byggmästaren 1956, A3, Stockholms struktur- synpunkter på ett storstadsproblem av Sven Markelius, 49–70.
3. ↑  Rudberg (1989), s. 157
4. ↑  Friman (2008), S. 198–199
5. ↑  Byggmästaren 1956, A3, Stockholms struktur- synpunkter på ett storstadsproblem av Sven Markelius, 54.